# ابوالمکارم معتمد دماوندی
ابومکارم معتمد دماوندی از سیاستمداران ایرانی بود، که در دوره‌های پانزدهم و هفدهم بعنوان نماینده بندر انزلی در مجلس شورای ملی حضور داشت.